# Hyperbolic
Hyperbolic è un album in studio degli Pnau, pubblicato il 22 marzo 2024.

## Tracce
Versione standard
1. AEIOU (feat. Empire of the Sun)
2. Dance with Me (feat. Kevin Dempsey)
3. Ran to Down (feat. Jamie Principle)
4. You Know What I Need (feat. Troye Sivan)
5. Stars (feat. Bebe Rexha e Ozuna)
6. Can't Control to You (feat. Ryan Tedder)
7. Youth Authority (feat. Jess Glynne)
8. The Hard Way (feat. Khalid)

Versione bonus digitale
1. Nostalgia

Versione iTunes
1. All Your Energy
2. You Know What I Need (feat. Troye Sivan) (Music Video)
3. Stars (feat. Bebe Rexha e Ozuna) (Music Video)
4. The Hard Way (feat. Khalid) (Lyric Video)
5. AEIOU (feat. Empire of the Sun) (Music Video)